# Domicios Enobarbos

Genealogía de los Domicios Enobarbos

Los Domicios Enobarbos  fueron una familia plebeya perteneciente a la gens Domicia. Los primeros miembros conocidos aparecen a comienzos del siglo II a. C., aunque, según Suetonio, hubo hasta tres antepasados homónimos con el praenomen Lucio durante el siglo III a. C. En época Julio-Claudia, emparentaron con la familia de Augusto y, por último, accedieron al trono con Nerón, el último miembro de esta familia. El cognomen Enobarbo significa «barba de bronce».

## Miembros destacados
- Cneo Domicio Enobarbo, cónsul en 192 a. C.
- Cneo Domicio Enobarbo, hijo del anterior, cónsul en 162 a. C.
- Cneo Domicio Enobarbo, hijo del anterior, cónsul en 122 a. C y censor en 115 a. C.
- Cneo Domicio Enobarbo, hijo del anterior, cónsul en 96 a. C, pontífice máximo en 103 a. C y censor en 92 a. C.
- Lucio Domicio Enobarbo, hijo del cónsul en 122 a. C, cónsul en 94 a. C.
- Lucio Domicio Enobarbo, hijo del cónsul en 96 a. C., cónsul en 54 a. C.
- Cneo Domicio Enobarbo, hijo del anterior, cónsul en 32 a. C.
- Lucio Domicio Enobarbo, hijo del anterior, cónsul en 16 a. C.
- Cneo Domicio Enobarbo, hijo del anterior, cónsul en 32, padre del emperador Nerón.
- Nerón, cuyo nombre de nacimiento fue Lucio Domicio Enobarbo.